# Fireworks (Siouxsie and the Banshees)
Fireworks è un singolo del gruppo musicale britannico Siouxsie and the Banshees, pubblicato il 21 maggio 1982.

## Il singolo
La canzone ha segnato un cambiamento di direzione per Siouxsie and the Banshees; il gruppo ha cominciato a registrare canzoni più elaborate, lussureggianti e musicalmente complesse (Fireworks inizia con una sezione d'orchestra d'archi).
Il brano è stato realizzato come singolo a sé stante il 21 maggio 1982 dalla casa discografica Polydor Records, tra gli album Juju (1981) ed A Kiss in the Dreamhouse (1982). Ha raggiunto il n° 22 della classifica britannica.
Fireworks è la traccia di apertura della raccolta del 1992 Twice Upon a Time: The Singles e compare nella versione rimasterizzata del 2009 di A Kiss in the Dreamhouse.

## Tracce
Musiche di Siouxsie and the Banshees.

### 7"
Lato A
1. Fireworks - 3:37 (testo: Severin)

Lato B
1. Coal Mind - 3:39 (testo: Sioux)

### 12"
Lato A
1. Fireworks - 4:35

Lato B
1. Coal Mind - 3:32
2. We Fall - 3:39 (testo: Severin, Sioux)

## Formazione
- Siouxsie Sioux - voce
- John McGeoch - chitarre
- Steven Severin - basso, Fender Rhodes, coro
- Budgie - batteria, percussioni